# Belinda Balluku
Belinda Balluku (Tirana, 9 ottobre 1973) è una politica albanese, vice prima ministra dal 2022 e Ministra delle infrastrutture e dell'energia dal 17 gennaio 2019.

## Biografia
Nata a Tirana il 9 ottobre 1973, è nipote di Beqir Balluku, generale dell'esercito e della resistenza comunista albanese più volte parlamentare e Ministro della difesa, giustiziato nel 1975 su ordine di Enver Hoxha con l'accusa di aver ordito un colpo di Stato. Ha un fratello, Ogren. La sua famiglia è stata esiliata in numerosi villaggi in Albania dopo l'esecuzione del nonno e con la caduta del regime socialista albanese emigrò in Grecia, dove si è laureata nel 1999 presso il dipartimento di economia aziendale dell'Istituto di istruzione superiore tecnologico del Pireo (TEI) ad Atene. Abilitata ad esercitare la professione di avvocato, ha conseguito un diploma onorario presso l'International Air Transport Association (IATA) e si è diplomata nel programma esecutivo per lo sviluppo economico della Harvard Kennedy School.
Intorno al 1999 è tornata in Albania come dipendente di AMC in seguito alla sua privatizzazione ad opera della greca Cosmote, ricoprendo diversi incarichi dirigenziali. Nel 2004 è entrata a far parte dello staff del Comune di Tirana prima come consulente per le pubbliche relazioni e poi come direttrice del gabinetto del sindaco Edi Rama. Nel 2006 si è unita al Partito Socialista d'Albania (PSSH).
Tra il 2013 e il 2019 è stata direttrice generale di Albcontrol ed è stata inoltre membro dell'Air Navigation Agency Board presso EUROCONTROL. Nel 2018, durante l'inaugurazione delle operazioni di Air Albania, il Primo ministro Edi Rama l'ha definita come la "strega rossa e nera dell'aviazione albanese".
Nell'ambito di un rimpasto di metà mandato, provocato dalle proteste studentesche, è stata nominata da Rama Ministro delle infrastrutture e dell'energia nel suo secondo governo il 17 gennaio 2019 e un anno dopo la formazione del terzo governo Rama ne è divenuta anche Vice Primo ministro. Alle elezioni parlamentari del 2021 è stata eletta all'Assemblea dell'Albania.

## Vita privata
Ha sposato nel 2004 il giornalista Sokol Balla, dal quale ha avuto due figli e dal quale ha divorziato nel 2015.